# Christian Bakotessa
Pierre Christian Bakotessa Kobolo (* 20. Oktober 1980 in Brazzaville, Republik Kongo) ist ein deutsch-kongolesischer Musiker.

## Leben
Aufgewachsen ist Bakotessa bei seinem Onkel in Brazzaville, der Hauptstadt der Republik Kongo, weil seine Eltern zu jung waren, um ihn versorgen zu können. Mit 17 Jahren trat er dem Kirchenchor der Stadt bei. Nachdem das Militär in Kongo die Regierung übernommen hatte, wurde Musik verboten, und deshalb floh Christian Bakotessa Ende 2001 nach Deutschland. Der gelernte Buchbinder fand in Bremen Unterkunft.
Seit 2004 ist er Mitglied der in Hannover gegründeten kongolesischen Band Black-X, deren Gitarrist und Sänger er ist. 2009 erschien ein Afro-Pop-Album mit französischen Texten.
2012 nahm Bakotessa zusammen mit seiner Freundin Martina Kilic an der sechsten Staffel von Das Supertalent teil. Während der Pause kam Bakotessa, der eigentlich nur zur Begleitung seiner Freundin mitgegangen war, als Pausen-Unterhaltung auf die Bühne und wurde dabei von Chefjuror Dieter Bohlen entdeckt. Auf Bitten der Jury nahm er offiziell am Casting teil und sang I Believe I Can Fly von R. Kelly. Bakotessa überzeugte und durfte direkt in den Liveshows singen, weil Bohlen den „Goldenen Sternbuzzer“ drückte. Am Ende der Show wurde Christian Bakotessa hinter dem Sieger Jean-Michel Aweh Zweiter.
Am 21. Dezember 2012 erschien sein Album Unbelievable.